# Macrocarpaea pachyphylla
Macrocarpaea pachyphylla är en gentianaväxtart som beskrevs av Ernest Friedrich Gilg. Macrocarpaea pachyphylla ingår i släktet Macrocarpaea och familjen gentianaväxter. Inga underarter finns listade i Catalogue of Life.